# Gerardus Frederik Vlekke
Gerardus Frederik Vlekke (Hoorn, 28 oktober 1890 - ?) was een Nederlandse nationaalsocialistische ambtenaar en politiek activist.
Vlekke, zelf van katholieke afkomst, was hoofd van een Amsterdamse openbare lagere school. In 1933 werd hij lid van de Nationaal-Socialistische Beweging (NSB) van Anton Mussert. Hij ontving er stamboeknummer 1929. Vanaf 1935 nam hij namens de NSB zitting in Provinciale Staten van Noord-Holland. Hij was een der meest prominente sprekers van de NSB. In 1942 werd hij benoemd tot hoofdinspecteur voor het lager onderwijs in de zuidelijke provincies.
In 1947 behoorde hij tot een groep van 25 vooraanstaande voormalige NSB'ers die in een verklaring gericht aan de kerken schuld bekenden aan en belijdenis aflegden voor het leed dat het Nederlands volk tijdens de Tweede Wereldoorlog was aangedaan.
 Portaal: Fascisme en nationaalsocialisme in Nederland · Fascisme · Nationaalsocialisme